# Krontjong

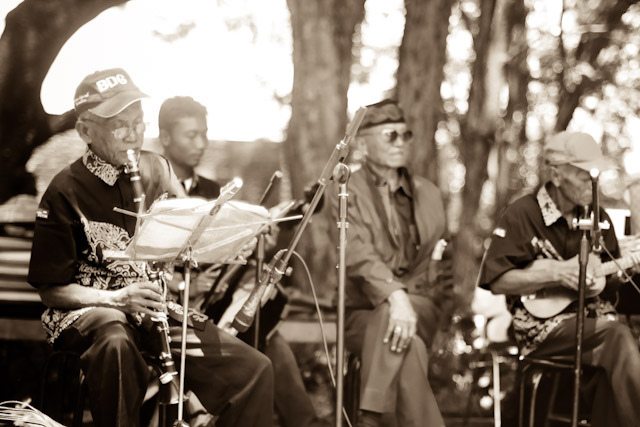
Indonesische keroncongspelers in 2010

Krontjong (Indonesisch: keroncong) is een muzieksoort die ontstaan is bij Jakarta (Batavia) op het eiland Java onder door de Portugese cultuur beïnvloede nieuwkomers in de tijd van de Verenigde Oost-Indische Compagnie. Rond 1900 werd krontjongmuziek en zang populair in het hele maleise taalgebied.

## Afkomst
De naam Krontjong is afkomstig van de Indonesische naam voor een combinatie van een vijfsnarige gitaar die van oorsprong uit Portugal kwam en een tamboerijn of voetbelletjes.
Het muzikale fundament van Krontjong, de Portugese mouresco en praunga stijlen werden door zogenoemde Mardijkers, door de Portugezen in vrijheid gestelde slaven van gemengde afkomst, naar Batavia gebracht. De muziek van deze mensen was afkomstig uit verschillende delen van Portugal.
In 1661 stelde de Oost-Indische Compagnie aan Mardijkers een stuk land ter beschikking voor de bouw van een nieuwe nederzetting. De naam werd Tugu (grenspaal), het bevond zich ongeveer 12 km ten noordoosten van Batavia. Kampong Tugu ontwikkelde zich tot een bolwerk van Portugees-Indische cultuur, waar een eigen, sterk door het Portugees beïnvloede taal gesproken werd die steeds meer Maleise woorden en uitdrukkingen in zich opnam. Portugese muziekstijlen ontwikkelden er zich tot krontjong en werd verspreid naar andere kampongs waar op den duur het Portugees van de pantoens (versjes) werd vervangen door het Maleis. Een van die kampongs was Kemayoran, die als bijnaam Kampong Belanda had vanwege de vele Indo-Europeanen die er woonden. Hier ontwikkelde zich rond 1918-1919 de Indo-Europese krontjong Kemajoran stijl. Doordat Tugu vlak bij de haven Tandjong Priok lag kon de onder handelaren en zeelui populaire krontjong zich verspreiden naar andere grote havensteden.

## Instrumentatie
Een Krontjong orkest bestond oorspronkelijk uit een vijfsnarige Portugese gitaar en een tamboerijn. Later werd hij aangevuld met een viool en fluit. Na 1893 werden instrumenten vervangen of vergezeld door een cello, ukelele die in 1880 werd uitgevonden, banjo en contrabas die pizzicato speelde. Tegenwoordig bestaat de basis van de meeste Kerontjong uit een ukelele paar, de Cuk en de Cak. Boven het gecompliceerde ritme van bas (gong), cello, ukelele(s), gitaar, etc. ‘zweeft’ de gezongen melodie, die zich van de ‘drukte’ niets schijnt aan te trekken en schijnbaar ongestoord haar weg vervolgt. De viool en dwarsfluit (suling) ondersteunen daarbij de stem. Zij vullen de melodie aan of spelen een tegenmelodie. Af en toe neemt de viool of de fluit de solo over en speelt de melodie of een variatie daarop. Daarbij vult óf de dwarsfluit de viool aan óf omgekeerd de viool de dwarsfluit.

## Twintigste eeuw
In 1891 werd in Surabaya de Komedie Stamboel opgericht. Het was een nieuw soort Oosterse Opera met Indo-Europese acteurs en muzikanten. Tijdens de voorstellingen werden Europese liedjes gezongen maar ook krontjongliederen waaronder eigen composities. Doordat de Komedie Stamboel niet alleen in Indonesië maar ook in Maleisië en Singapore optrad hadden hun populaire composities een groot verspreidingsgebied. Plaatselijke krontjongmuzikanten namen de Stamboelliedjes op in hun repertoire waardoor ze deel uit gingen maken van het dagelijks leven in de steden van onder meer Java. Doordat de krontjongliedjes van Stamboel werden vastgelegd op rollen voor de Phonola, een automatische piano, kreeg krontjong nog meer bekendheid. Er kwamen meer orkesten en de instrumentale samenstelling veranderde.

## Bekende artiesten
Enkele bekende artiesten uit de 19e en 20e eeuw waren August Mahieu (1865-1903), Fred Belloni (1891-1969), Paulus Hitam, Annie Landouw, Louis Koch, Miss Netty, Miss Roekiah, John Seger, Soekanto, Siti Amsah, Leo Spell, Guus Becker, Atingan, J. Dumas, Jan Schneider, Kramer, M. Sagi, Any Landow, Ismail Marzuki, Orkest Lief Java, Ratna Noya (geboren 3 februari 1924 en woonachtig in Jakarta), Enny Kusrini, Ledy Hehanussa, Sulastri, Sumadi en Lulus, Samuel Quiko en zijn Orkest Kerocong Poesaka Moresco Tugu. Een aantal van deze artiesten of hun composities zijn uitgebracht door de firma Odeon en onder het Elshinta Records label in Indonesië. Actief in Nederland was onder andere George de Fretes en zijn actief Rayuan Samudra en het Indische Muzikanten Collectief.
Verder is muzikant Erwin van Ligten, naast rock- en popmuziek, ook actief als vertolker van Krontjong op diverse muziekfestivals, waaronder op Pasar malams en heeft hij het muziekalbum Krontjong Baru Guitar uitgebracht.
Liedjes met krontjonginvloed die de Nederlandse hitparade haalden zijn Arm Den Haag van Wieteke van Dort en Sajang é van Massada.

## Soorten krontjong
- Krontjong Moresco, gebaseerd op de Portugese Mourisco. Mouresco was de muziek van de Moresco's, Moorse Christenen die na de val van het Moorse rijk in Portugal bleven.[2]
- Krontjong Bandan, gebaseerd op de Portugese Prounga in mineur gespeeld en overwegend melancholiek. Was erg populair onder Bandanezen in Batavia, vandaar de naam van de stijl.[2]
- Krontjong Tugu, een van de meest oorspronkelijke stijlen die nog steeds wordt gespeeld in de wijk Tugu in Jakarta.[8]
- Krontjong Kemajoran, stijl uit de wijk Kemayoran[1]
- Krontjong Hawaii, krontjong met een slidegitaar.[2]
- Latin Krontjong, krontjong beïnvloed door Latijns-Amerikaanse muziek met koperblazers.[2]
- Krontjong revolusi/merdeka, krontjong met strijd- en nationalistische liederen.[2]
- Krontjong Betawi, Langgam, protestliederen tegen de wreedheden van de Japanners.[2]

## Krontjong liederen
- Nina bobo
- Stamboel I,II,III etc., August Mahieu. Het Maleise volkslied is een bewerking van Stamboel I
- Krontjong Kemajoran
- Krontjong Moresco
- Krontjong Asli
- Air laut, Fred Belloni
- Stamboel melati, Fred Belloni
- Ajoen Ajoen in die hoge klapperboom
- Bintang Surabaya
- Djoelie Djoelie bintang tiga
- Nona manis
- Terang boelang
- Toean dan nonja
- Kolé-Kolé
- Sepasa mata bola, verhuld protestlied tegen de Japanse wreedheden.
- Rangkaiang melati, verhuld protestlied tegen de Japanse wreedheden.
- Stamboel Betawi